# جيمس هيتفيلد
جيمس آلان هيتفيلد (بالإنجليزية: James Alan Hetfield)‏ مغني، عازف غيتار إيقاعي وكاتب أغاني أمريكي ولد يوم 3 أغسطس 1963 في داوني، كاليفورنيا. اشتهر بتأسيسه فرقة الهيفي ميتال ميتاليكا صحبة لارس ألريك، فازت فرقة ميتاليكا مع جيمس هيتفيلد جائزة غرامي وقاموا بإصدار تسع البومات منذ تأسيس الفرقة.

## الحياة الشخصية
ولد في كاليفورنيا يوم 3 أغسطس 1963, عائلته من اصول ألمانية إنجليزية أيرلاندية اسكتلندية، تخرج من مدرسة Orange County's Brea Olinda في عام 1981.
أما عن اسرته فوالده سائق شاحنه وأمه مغنية أوبرا، وقد انفصلوا عن بعضهم البعض في عام 1976, توفيت امه بمرض السرطان مما ترك أثرا كبيرا في شخصيته أنعكس هذا التأثير في شخصيته الموسيقية واختياره لكلمات اغانيه.

## التأثُر الموسيقي
في التاسعة من عمره بدأ تعلم البيانو وفي عمر الرابعة عشرة بدأ العزف على الإيتار، يقول هيتفيلد ان فرقة إيرسميث هي من اثر علية وجعله يرغب بالعزف على الإيتار. وهناك فرق أخرى مثل لد زبلين، إيه سي/دي سي، ديب بيربل، موتور هيد، بلاك سابث.

## معرض صور

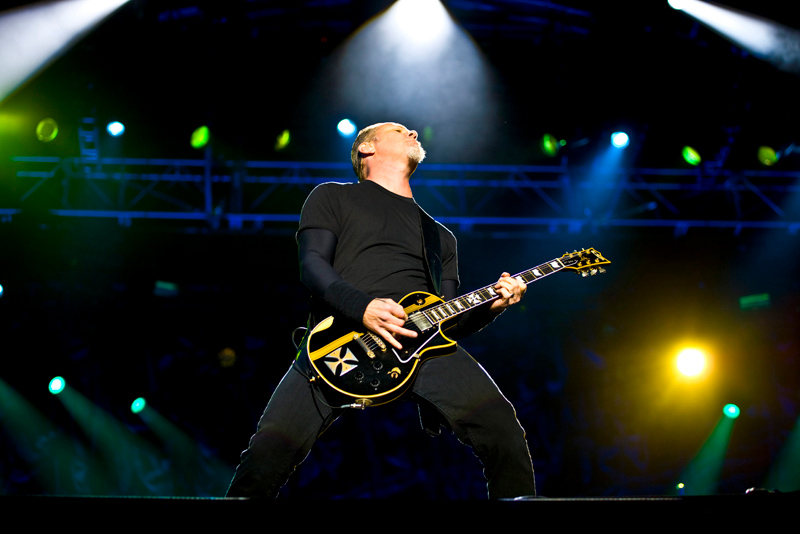
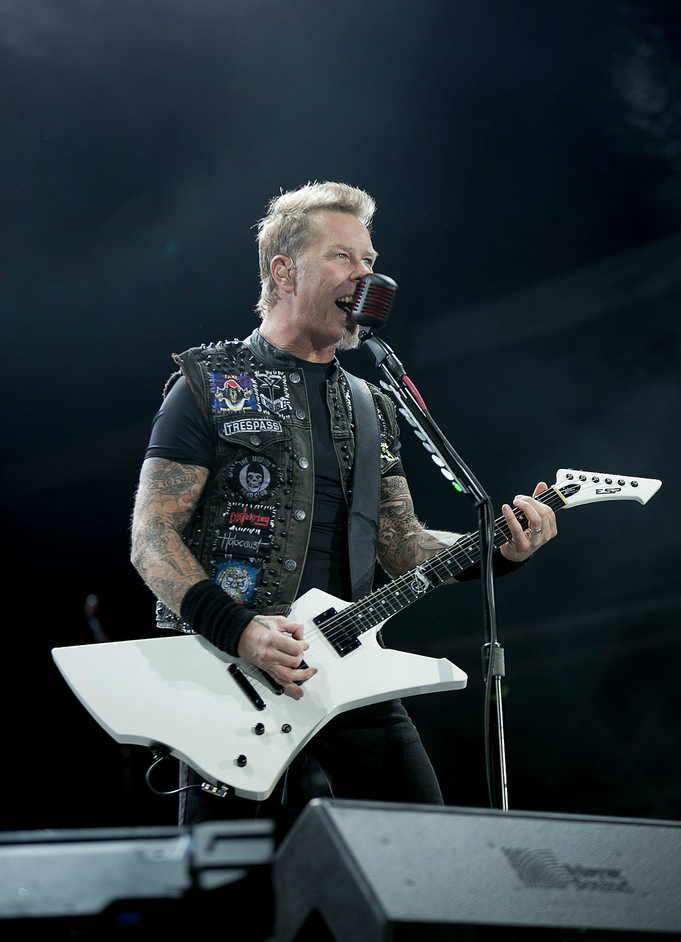
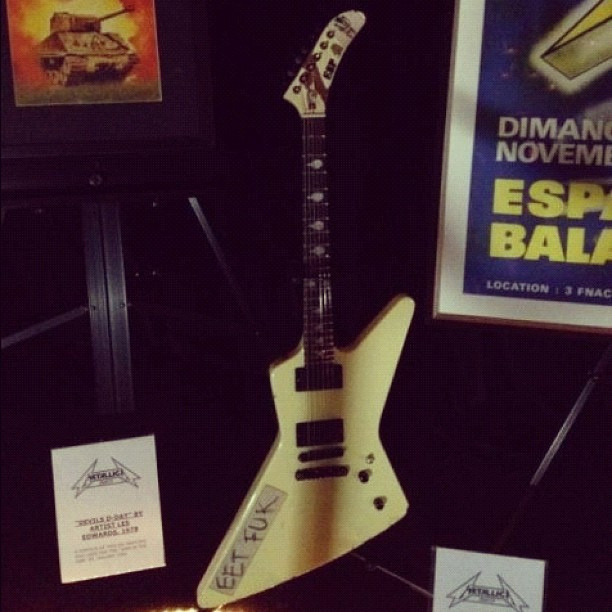
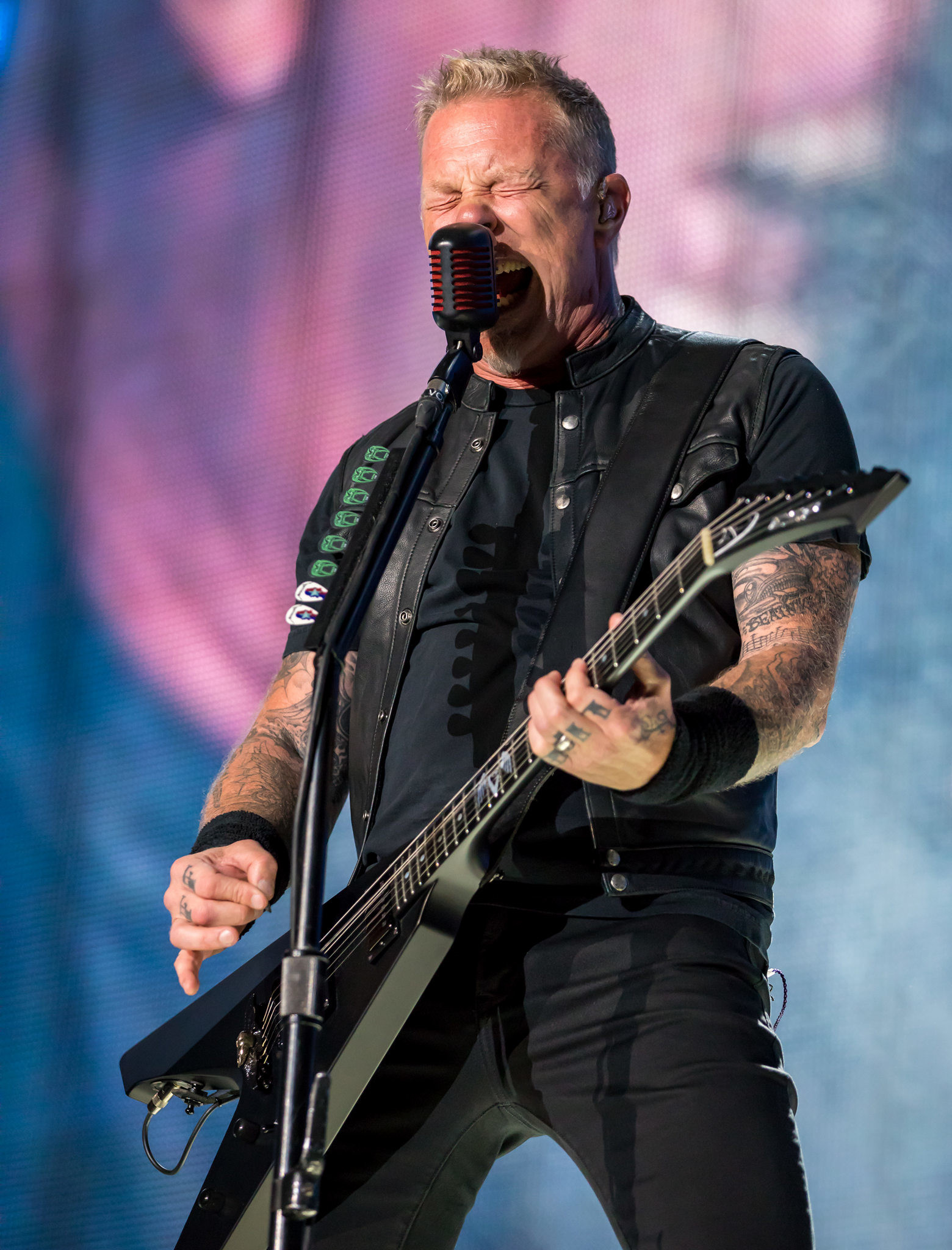
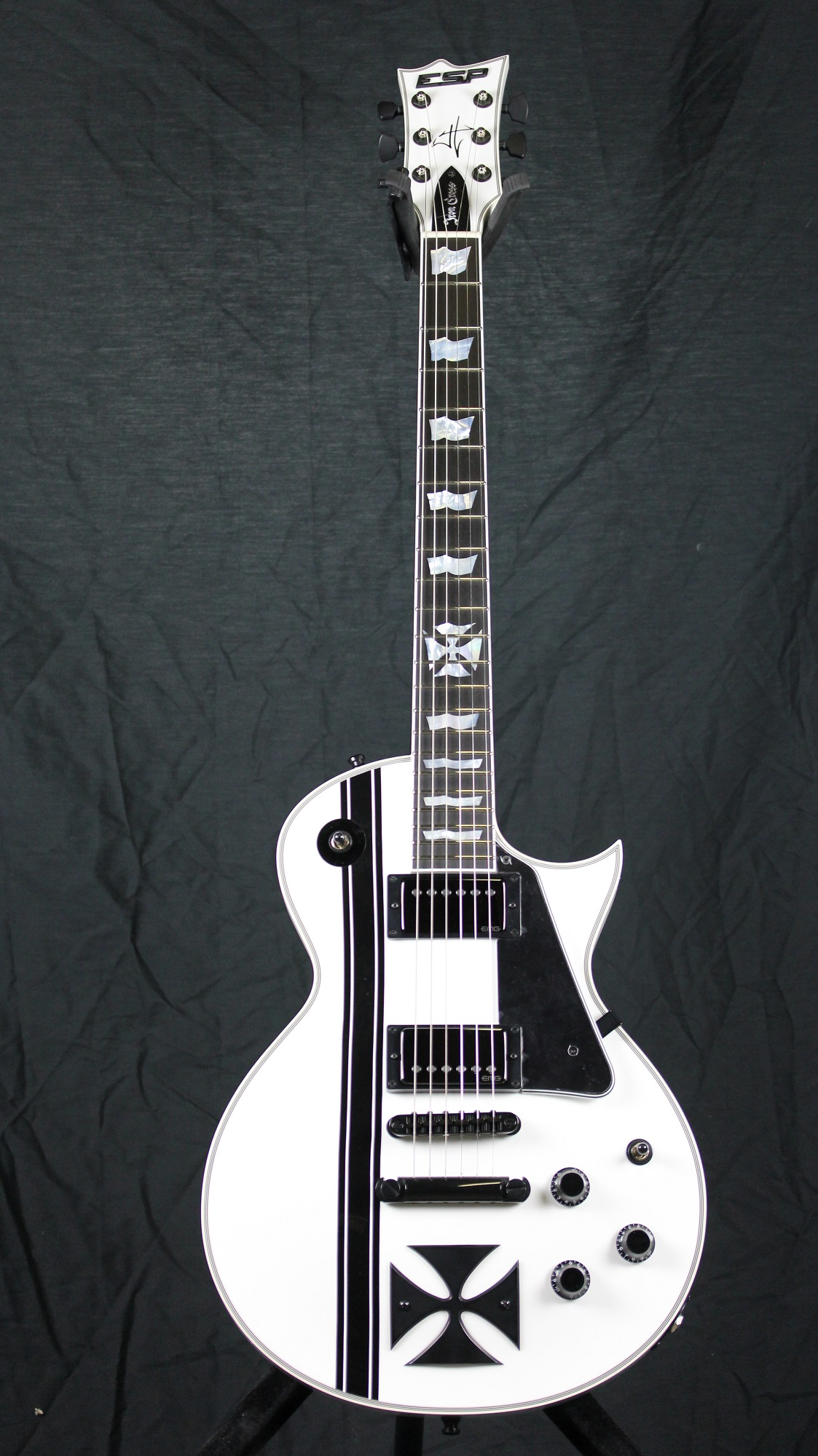

## روابط خارجية
- جيمس هيتفيلد على موقع IMDb (الإنجليزية)
- جيمس هيتفيلد على موقع الموسوعة البريطانية (الإنجليزية)
- جيمس هيتفيلد على موقع روتن توميتوز (الإنجليزية)
- جيمس هيتفيلد على موقع ميوزك برينز (الإنجليزية)
- جيمس هيتفيلد على موقع رولينغ ستون (الإنجليزية)
- جيمس هيتفيلد على موقع إن إن دي بي (الإنجليزية)
- جيمس هيتفيلد على موقع أول ميوزيك (الإنجليزية)
- جيمس هيتفيلد على موقع ديسكوغز (الإنجليزية)
- جيمس هيتفيلد على موقع قاعدة بيانات الفيلم (الإنجليزية)